# جيمس هرت
جيمس هرت (بالإنجليزية: James Hurt)‏ هو عازف جاز وعازف بيانو أمريكي، ولد في 1967 في ممفيس في الولايات المتحدة.

## وصلات خارجية
- جيمس هرت على موقع ميوزك برينز (الإنجليزية)
- جيمس هرت على موقع أول ميوزيك (الإنجليزية)
- جيمس هرت على موقع ديسكوغز (الإنجليزية)